# Alcalá del Júcar
Alcalá del Júcar é um município da Espanha na província de Albacete, comunidade autónoma de Castilla-La Mancha, de área 146,76 km² com população de 1410 habitantes (2004) e densidade populacional de 9,61 hab/km².
Declarado conjunto histórico artístico em 1982, conseguiu um terceiro lugar no prémio de melhor iluminação artística quatro anos mais tarde, logo atrás da torre Eiffel e a Grande Mesquita de Istambul. Casas de arquitectura popular, escavadas na montanha; ruas estreitas e inclinadas, subindo até ao castelo, que é uma visita recomendável junto à ponte romana, a praça de touros, a ermida de São Lourenço ou a igreja de Santo André. 
Faz parte da rede das Aldeias mais bonitas de Espanha.

## Demografia
| Variação demográfica do município entre 1991 e 2004 | Variação demográfica do município entre 1991 e 2004 | Variação demográfica do município entre 1991 e 2004 | Variação demográfica do município entre 1991 e 2004 |
| --------------------------------------------------- | --------------------------------------------------- | --------------------------------------------------- | --------------------------------------------------- |
| 1991                                                | 1996                                                | 2001                                                | 2004                                                |
| 1678                                                | 1563                                                | 1409                                                | 1410                                                |

## Património
- Castelo de Alcalá del Júcar, fortaleza almoáde, exemplo de arquitectura islâmica[4]
- Ermita de São Lourenço